# Gamma-matrices
Gamma-matrices zijn anticommuterende 4x4-matrices {\displaystyle \gamma ^{0},\gamma ^{1},\gamma ^{2},\gamma ^{3}} die voldoen aan de relaties
{\displaystyle \gamma ^{0}\gamma ^{0}=I,\quad \gamma ^{k}\gamma ^{k}=-I,\quad k=1,2,3}
en voor {\displaystyle \mu \neq \nu }
{\displaystyle \gamma ^{\mu }\gamma ^{\nu }=-\gamma ^{\nu }\gamma ^{\mu },\quad \mu ,\nu =0,1,2,3}
waar {\displaystyle I} de 4x4-eenheidsmatrix is. Deze relaties kunnen samengevat worden als
{\displaystyle \gamma ^{\mu }\gamma ^{\nu }+\gamma ^{\nu }\gamma ^{\mu }=2g^{\mu \nu }I}.
{\displaystyle g^{\mu \nu }} is de metrische tensor
{\displaystyle g^{\mu \nu }={\begin{pmatrix}1&0&0&0\\0&-1&0&0\\0&0&-1&0\\0&0&0&-1\end{pmatrix}}}.
Er zijn veel mogelijkheden om te voldoen aan deze relaties.
Het is gebruikelijk het product van de vier gamma-matrices te noteren als 
{\displaystyle \gamma ^{5}:=i\gamma ^{0}\gamma ^{1}\gamma ^{2}\gamma ^{3}}.
De gamma-matrices vinden vooral toepassing in de relativistische kwantumveldentheorie, bij het beschrijven van de elektromagnetische wisselwerking van fermionen. De Diracvergelijking kan in relativistische eenheden worden geschreven als
{\displaystyle (\mathrm {i} \gamma ^{\mu }\partial _{\mu }-m)\psi =0}
waarbij {\displaystyle \psi =\psi (x^{\mu })} de (relativistische) golffunctie is, {\displaystyle \partial _{\mu }=\partial /\partial x^{\mu },\;x^{0}=t,\quad m} is de massa van het fermion, en de einstein-sommatieconventie is gebruikt (sommatie over de index {\displaystyle \mu }).
Dirac-matrices
De Dirac-matrices voldoen aan bovenstaande relaties en zijn dus gamma-matrices.
{\displaystyle \gamma ^{0}={\begin{pmatrix}1&0&0&0\\0&1&0&0\\0&0&-1&0\\0&0&0&-1\end{pmatrix}},\quad \gamma ^{1}={\begin{pmatrix}0&0&0&1\\0&0&1&0\\0&-1&0&0\\-1&0&0&0\end{pmatrix}}}
{\displaystyle \gamma ^{2}={\begin{pmatrix}0&0&0&-i\\0&0&i&0\\0&i&0&0\\-i&0&0&0\end{pmatrix}},\quad \gamma ^{3}={\begin{pmatrix}0&0&1&0\\0&0&0&-1\\-1&0&0&0\\0&1&0&0\end{pmatrix}}.}
{\displaystyle \gamma ^{5}={\begin{pmatrix}0&0&1&0\\0&0&0&1\\1&0&0&0\\0&1&0&0\end{pmatrix}}}.
Weyl-matrices
Ook de Weyl-matrices zijn gamma-matrices:
{\displaystyle \gamma ^{0}={\begin{pmatrix}0&0&1&0\\0&0&0&1\\1&0&0&0\\0&1&0&0\end{pmatrix}}}
{\displaystyle \gamma ^{k}}, {\displaystyle k=1,2,3} zijn hetzelfde als in de Dirac matrices.
{\displaystyle \gamma ^{5}} is diagonaal.
{\displaystyle \gamma ^{5}={\begin{pmatrix}-1&0&0&0\\0&-1&0&0\\0&0&1&0\\0&0&0&1\end{pmatrix}}}.
De Weyl-matrices zijn bekend als de spinor representatie.